# Associazione Calcio Pavia 1947-1948
Questa voce raccoglie le informazioni riguardanti l'Associazione Calcio Pavia nelle competizioni ufficiali della stagione 1947-1948.

## Stagione
Nella stagione 1947-1948 in vista della riforma dei campionati, il Pavia sempre con la maglia granata, per entrare a far parte della nuova Serie C, inquadrata dal 1948-49 nella Lega Nazionale, avrebbe dovuto classificarsi nei primi due posti del girone B di Lega Nord, formato in prevalenza da squadre liguri. Con 38 punti si piazza quarta dietro a Sestri Levante e Sestrese con 42 punti e Lavagnese con 40 punti.
Grazie alla generosità del commendator Carlo Rinaldo Masseroni, l'industriale vigevanese che era allora presidente dell'Inter, arrivano a Pavia i nerazzurri Luigi Frigerio, Pietro Trevisan, Dino Gazzaniga e Tito Celani, che con l'aggiunta di Arturo Ceffa e Alessandro Maggi dal Vigevano, ed Efisio Colombino rientrato dal Genoa, danno vita ad un complesso di ottimo affidamento, allenati dall'ex nazionale Federico Munerati. Fanno spicco le qualità realizzative di Celani e Trevisan, 16 reti il primo e 15 il secondo, e con i primi risultati positivi aumenta l'affluenza dei tifosi al vecchio Stadio Comunale di Via Alzaia. Il torneo è vinto dal Sestri Levante e dalla Sestrese che tagliano il traguardo appaiate, i granata pavesi si devono accontentare di un dignitoso quarto posto, e pertanto si vedono esclusi dalla ristrutturazione della Serie C. Ma in riva al Ticino non si rassegnano, nel corso dell'estate Petro Fortunati e i suoi collaboratori riusciranno a trovare posto al Pavia nella nascente Terza Serie del calcio nazionale.

## Rosa
| N. |                   | Ruolo | Calciatore         |
| -- | ----------------- | ----- | ------------------ |
|    | Italia (bandiera) | P     | Carlo Baggini      |
|    | Italia (bandiera) | C     | Antonio Barbagallo |
|    | Italia (bandiera) | D     | Ideo Boni          |
|    | Italia (bandiera) | P     | Egidio Cattaneo    |
|    | Italia (bandiera) | D     | Arturo Ceffa       |
|    | Italia (bandiera) | A     | Tito Celani        |
|    | Italia (bandiera) | A     | Efisio Colombino   |
|    | Italia (bandiera) | D     | Ezio Danelli       |
|    | Italia (bandiera) | A     | Di Mango           |

| N. |                   | Ruolo | Calciatore       |
| -- | ----------------- | ----- | ---------------- |
|    | Italia (bandiera) | D     | Luciano Formenti |
|    | Italia (bandiera) | C     | Luigi Frigerio   |
|    | Italia (bandiera) | C     | Dino Gazzaniga   |
|    | Italia (bandiera) | A     | Alessandro Maggi |
|    | Italia (bandiera) | P     | Emilio Maggioni  |
|    | Italia (bandiera) | C     | Silvano Racman   |
|    | Italia (bandiera) | C     | Mario Tacconi    |
|    | Italia (bandiera) | A     | Pietro Trevisan  |
|    | Italia (bandiera) | C     | G. Villani       |

## Serie C girone B

### Girone di andata
| Arbitro: | Rosso (Casale Monferrato) |

|                               |           |            |
| Cavalla 54’, 77’ Lamberto 85’ | Marcatori | 17’ Celani |

| Arbitro: | Tonolin (Milano) |

|              |           |  |
| Trevisan 50’ | Marcatori |  |

| Arbitro: | Pignataro (Torino) |

|                      |           |            |
| Castiglia 41’ (rig.) | Marcatori | 49’ Celani |

| Arbitro: | Cabiati (Casale Monferrato) |

|              |           |  |
| Frigerio 80’ | Marcatori |  |

| Arbitro: | Premoli (Vercelli) |

|             |           |  |
| Etrusco 70’ | Marcatori |  |

| Arbitro: | Matteoda (Chivasso) |

|                                        |           |  |
| Trevisan 3’, 55’ (rig.) 74’ Celani 69’ | Marcatori |  |

| Arbitro: | Beccaria (Torino) |

|                |           |  |
| Castagnola 67’ | Marcatori |  |

| Arbitro: | Maglio (Torino) |

|                               |           |           |
| Colombino 10’, 16’ Racman 51’ | Marcatori | 90’ Valla |

| Arbitro: | Ferrero (Torino) |

|          |           |               |
| Raso 35’ | Marcatori | 25’ Colombino |

| Arbitro: | Lucchini (Biella) |

|                     |           |  |
| Trevisan 25’ (rig.) | Marcatori |  |

| Arbitro: | Massobrio (Casale Monferrato) |

|                      |           |                               |
| Mercenaro 43’ (rig.) | Marcatori | 44’, 72’ Celani 75’ Gazzaniga |

| Arbitro: | Vada (Asti) |

|                                                            |           |  |
| Maggi 1’, 8’ Colombino 63’ Gazzaniga 71’ Celani 89’ (rig.) | Marcatori |  |

| Arbitro: | De Apollonio (Genova) |

|                    |           |               |
| Tacconi 16’ (aut.) | Marcatori | 32’ Gazzaniga |

| Arbitro: | Andreoni (Milano) |

|                         |           |  |
| Maggi 53’ Gazzaniga 57’ | Marcatori |  |

| Arbitro: | Bernardi (Savona) |

|                          |           |  |
| Deluschi 28’ Cataldo 83’ | Marcatori |  |

### Girone di ritorno
| Arbitro: | Tiberio (Vicenza) |

|                                      |           |               |
| Gazzaniga 3’, 80’ Colombino 14’, 88’ | Marcatori | 20’ Giorchino |

| Arbitro: | Casanova (Torino) |

|              |           |  |
| B. Gatti 31’ | Marcatori |  |

| Arbitro: | Milanone Ridor (Biella) |

|                         |           |  |
| Colombino 5’ Racman 53’ | Marcatori |  |

| Arbitro: | Pignataro (Torino) |

|                    |           |  |
| Cappanera 41’, 63’ | Marcatori |  |

| Arbitro: | Verzetti (Alessandria) |

|  |           |                |
|  | Marcatori | 23’ Ferrari II |

| Arbitro: | De Gregorio (Legnano) |

|                                    |           |           |
| Marin 13’ Milanesi 18’ Raccone 60’ | Marcatori | 7’ Racman |

| Arbitro: | De Mari (Torino) |

|           |           |  |
| Celani 1’ | Marcatori |  |

| Arbitro: | Tosi (Lodi) |

|                                 |           |  |
| Galluzzi 27’ Capitelli 30’, 60’ | Marcatori |  |

| Arbitro: | Cabiati (Casale Monferrato) |

|                                                                       |           |                        |
| Celani 10’, 17’ Tacconi 40’ Celani 65’, 70’ Trevisan 85’ Formenti 88’ | Marcatori | 8’ Vergazzola 60’ Raso |

| Arbitro: | Brigo (Torino) |

|                 |           |                       |
| Grasso 35’, 40’ | Marcatori | 5’ Celani 10’ Tacconi |

| Arbitro: | Rigat (Torino) |

|            |           |  |
| Racman 20’ | Marcatori |  |

| Arbitro: | Cavallero (Savigliano) |

|                                   |           |                                                        |
| Brescianini 31’ (rig.) 74’ (rig.) | Marcatori | 8’ Gazzaniga 55’, 88’ Frigerio 64’ Trevisan 86’ Celani |

| Arbitro: | Bellomo (Novara) |

|                                           |           |                          |
| Gazzaniga 5’, 25’ Trevisan 32’ Celani 44’ | Marcatori | 3’ Bertolucci 83’ Costia |

| Arbitro: | Maineri (Torino) |

|               |           |                        |
| Bonicelli 24’ | Marcatori | 10’, 55’, 85’ Trevisan |

| Arbitro: | Vada (Asti) |

|                                                                         |           |  |
| Trevisan 17’, 30’, 54’, 82’ Tacconi 24’ Celani 47’, 61’ Racman 60’, 68’ | Marcatori |  |